# HMS Landsort (M71)
HMS Landsort (M71) är ett minröjningsfartyg i svenska flottan och är byggd av Kockums AB. Den är det första fartyget i Landsort-klassen om sju fartyg som är uppkallade efter kända svenska fyrar. Fartygen heter HMS Landsort, HMS Arholma, HMS Koster, HMS Kullen, HMS Vinga, HMS Ven och HMS Ulvön. Huvuduppgiften är att med sonar och underfarkost lokalisera, identifiera och oskadliggöra minor. Utöver detta har fartyget kapacitet för ubåtsjakt, minsvepning och minutläggning.
HMS Landsort är det första fartyget i Landsort-klassen som nu har avrustats. Hon kommer att följas av HMS Arholma, medan de resterande fem fartygen är under ombyggnad och modernisering. Dessa utgör nu Koster-klassen.
HMS Landsort avrustades i februari 2009 i Karlskrona.

## Skrotning
HMS Landsort M71 samt dess systerfartyg HMS Arholma M72 skrotades efter att ha stått avsrustade en längre tid i mitten av Augusti 2024. Fartygen bogserades till Landskrona där slutlig skrotning genomfördes. Detta skedde efter att FMV inte lyckats hitta köpare till dessa fartyg. De hade dessförinnan tömts på allt innehåll och utrustning. Flertalet utredningar inom marinen kom fram till att det inte var ekonomiskt försvarbart att modernisera och rusta upp dessa fartyg efter en såpass lång period av avrustning.

HMS Landsorts vapen.